# Kowloon City
Kowloon City (chinois simplifié : 九龙城 ; chinois traditionnel : 九龍城 ; pinyin : Jiǔlóngchéng ; cantonais Jyutping : Gau2 lung4 sing4) est un quartier de New Kowloon à Hong Kong. Il est situé en face de Central sur le continent. Il fait partie de la zone administrative de Kowloon City. Son nom est dérivé de la citadelle de Kowloon qui fut dans le secteur. Par rapport à la zone administrative, Kowloon City est approximativement délimité dans le sud par Prince Edward Road ouest et Prince Edward Road est, dans le nord par Lo Fu Ngam, dans l'est par Kai Tak Nullah, et Kowloon Tsai dans l'ouest.

## Histoire
Dès la dynastie Qin (221-206 av. J.-C.), la ville de Kowloon était célèbre pour sa production de perles. Au cours de la dynastie Song (960-1279), la ville de Kowloon faisait partie de Kwun Fu Cheung (en chinois simplifié : 官富场 ; chinois traditionnel : 官富場 ; pinyin : guān fù chǎng), qui faisait partie d'une cour de sel régie par Fonctionnaires chinois.
Une partie du district était l'emplacement de la ville fortifiée d'origine de Kowloon, érigée pendant la dynastie Qing. C'est maintenant le parc municipal fortifié de Kowloon. 
Une grande partie de l'ancienne citadelle de Kowloon se trouvait dans la zone et a été transformée en parc public. L'ancien Aéroport international Kai Tak était également situé dans la zone. En 1982, Hong Kong a été sectorisé en 18 zones administratives de Hong Kong. Kowloon City, ainsi que ses secteurs voisins, comme Hung Hom, en font désormais partie.
Avant 1998, une restriction de hauteur de construction fut imposée dans Kowloon City afin de maîtriser les risques du trafic aérien de l'aéroport de Kai Tak. Le gouvernement a supprimé la restriction de hauteur à la suite de l'ouverture du nouvel aéroport international de Hong Kong. Aujourd’hui, des tours résidentielles commencent à apparaître, transformant ainsi le quartier, anciennement taudis.
Le parc actuel de Kowloon a été édifié sur le lieu de l'ancienne Citadelle de Kowloon appelée aussi « Kowloon Walled City » (« la Cité emmurée »). C'était une enclave chinoise à Hong Kong, une zone de non-droit non contrôlée par l’État. La police de Hong Kong ne pouvait pénétrer dans cette enclave restée chinoise. En 1994, le gouvernement local décide de raser les immeubles afin d'édifier un parc.
Des restes archéologiques sont mis au jour, et certaines parties de la citadelle sont classées dans le but de conserver une mémoire collective.

## Galerie

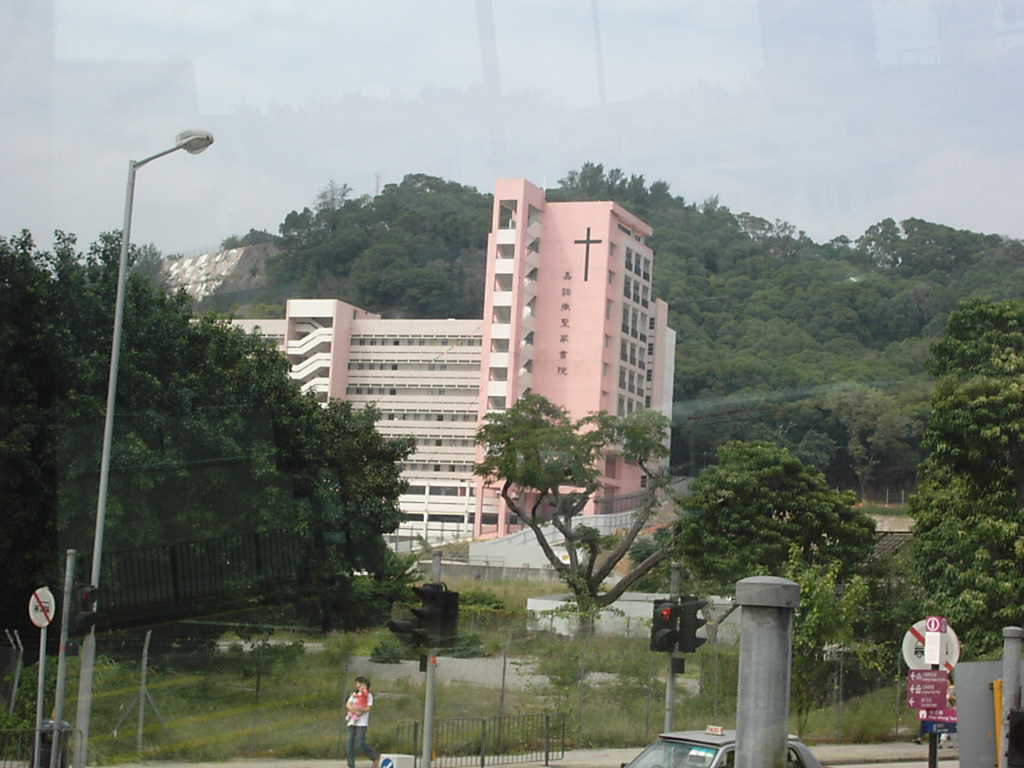
Holy Family Canossian College.
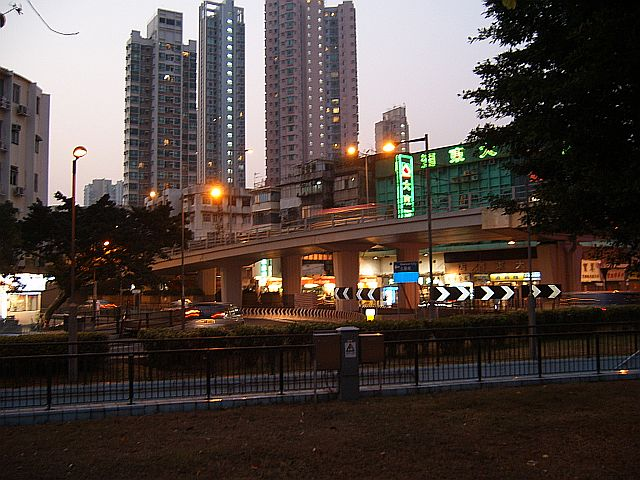
Kowloon City.
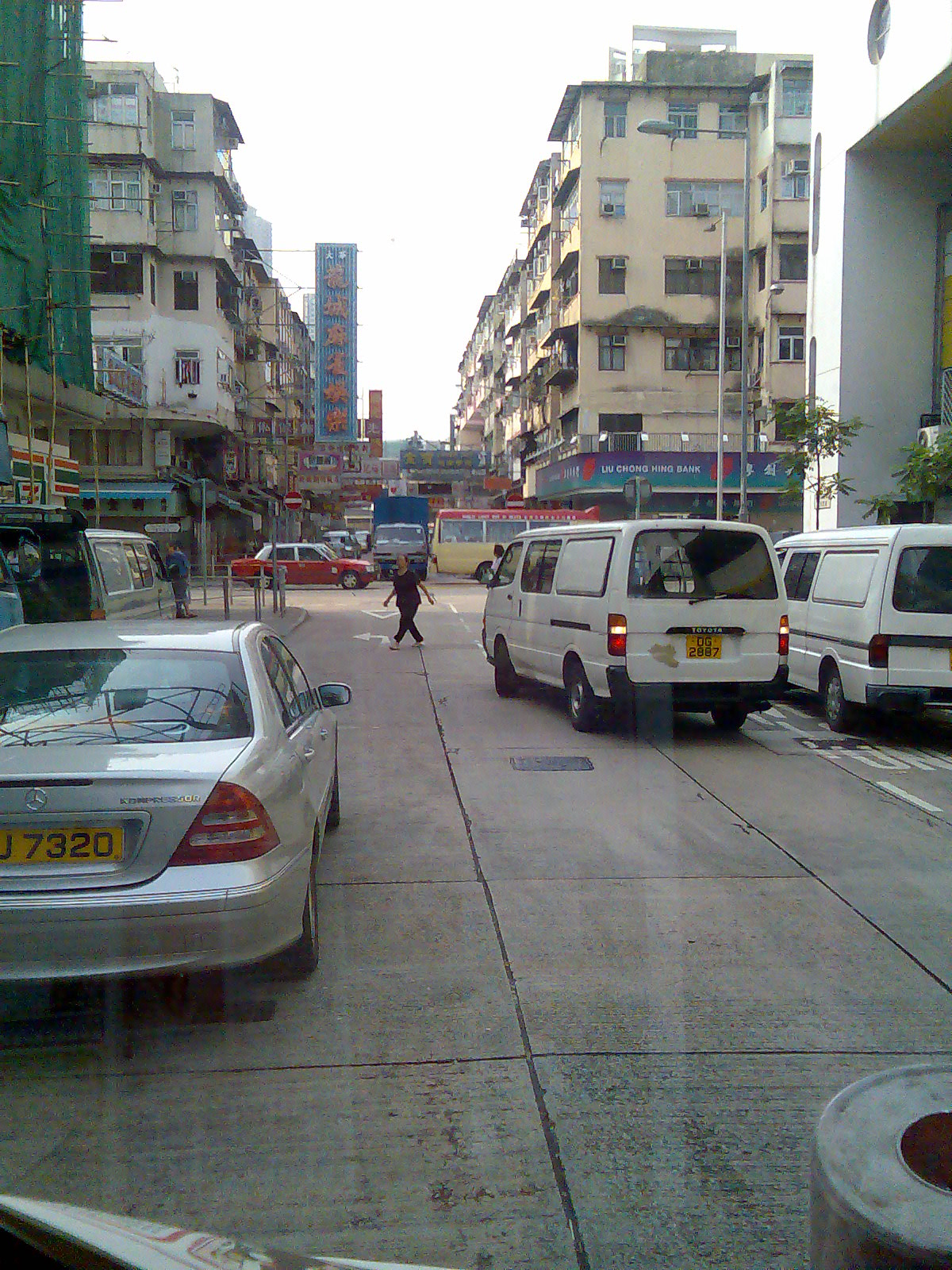
Rue de Kowloon City.
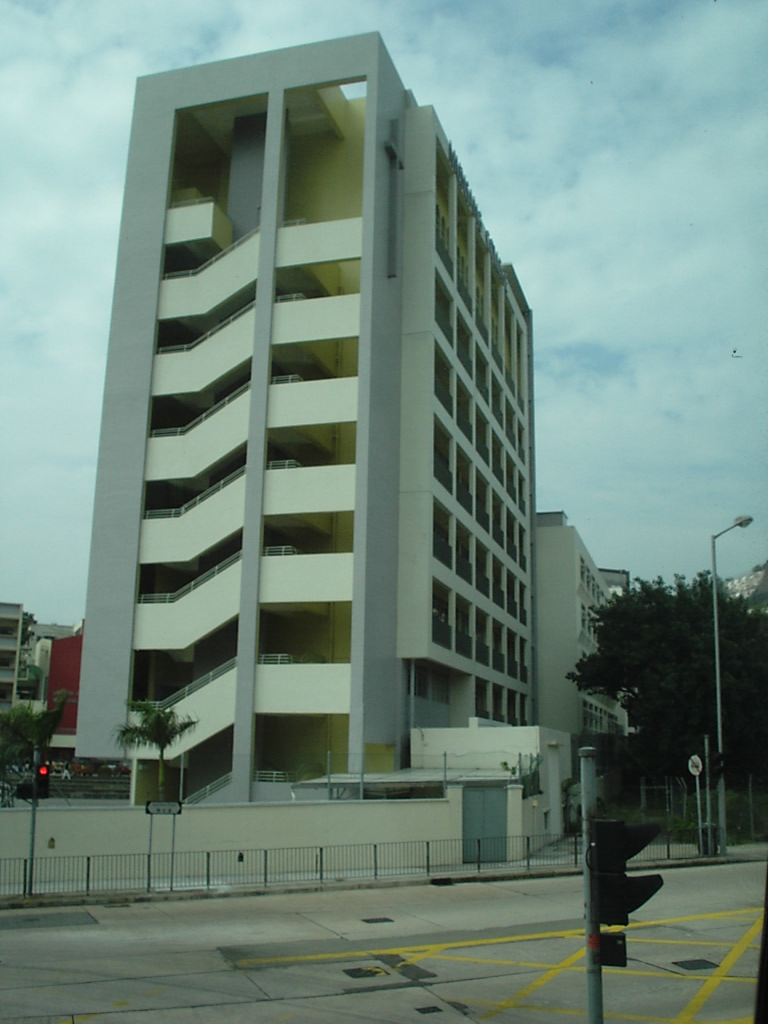
Kowloon City.

## Culture populaire
- L'une des missions de la campagne du jeu Call of Duty: Black Ops se déroule dans le quartier de Kowloon City.